# Mesaad Al-Hamad
Mesaad Ali Al-Hamad (ur. 11 lutego 1986) – katarski piłkarz, jemeńskiego pochodzenia, występujący na pozycji pomocnika w klubie Al-Sadd.

## Kariera piłkarska
Mesaad Al-Hamad jest wychowankiem klubu Al-Sadd, grającego w Q-League. Aktualnie również występuje w barwach tej drużyny.
Al-Hamad jest także wielokrotnym reprezentantem Kataru. W drużynie narodowej zadebiutował w 2006 roku, czyli w wieku 20 lat. Został również powołany na Puchar Azji 2007, gdzie jego drużyna zajęła ostatnie miejsce w grupie. On sam wystąpił w dwóch meczach tej fazy rozgrywek: z Japonią (1:1), gdzie został ukarany żółtą kartką oraz ze Zjednoczonymi Emiratami Arabskimi (1:2). Dotychczas nie zdobył żadnej bramki w kadrze.